# Eriochilus valens
Eriochilus valens é uma espécie de orquídeas geófitas, família Orchidaceae, do sudoeste da Austrália, onde crescem em florestas abertas, bosques e charnecas. São plantas que têm um tubérculo enterrado, sem raízes aparentes, caules delicados não ramificados com uma única folha oval, basal ou acima do solo, inflorescência alongada com até quatro flores. As flores têm grandes sépalas laterais pálidas que destacam-se mais que os outros segmentos. A sépala dorsal fica tombada sobre a coluna, as pétalas são estreitas e bem menores ambas de cores escuras e similares. O labelo forma um tubo estreito com a coluna, é obscuramente tri-lobulado, com lóbulo intermediário amplo e carnoso, base estreita e margens refletidas, coberto de pelos púrpura ou brancos.

## Publicação e sinônimos
- Eriochilus valens Hopper & A.P.Br., Nuytsia 16: 58 (2006).